# Superbrands
A Superbrands é uma organização independente de avaliação de marcas. Prestigia as marcas que considera excepcionais pelo seu trabalho desenvolvido e publica diversos livros de análise às várias marcas estudadas. Estas publicações são distribuídas em 80 países.